# Branko Galoić
Branko Galoić  samouki je hrvatski gitarist, kompozitor i kantautor rođen u Zagrebu 1973. godine. 

## Životopis

### Rane godine
Odrastao je u Ivanić-Gradu, a počinje se baviti muzikom u sedamnaestoj godini. Njegov talent bio je uočen na lokalnoj muzičkoj sceni gdje je osnivao i svirao u nekoliko rock bendova (Take Five, Livingsones, Ananda) i snimio svoj prvi autorski album Krugovi za kojeg ne uspijeva pronaći izdavača.

### Uspon
2000. godine odlazi u Amsterdam gdje prvih godinu dana svira na ulici, a zatim osniva prve bendove. Nakon dvije godine sreće proslavljenog producenta Dragog Šestića koji mu potpisuje produkciju za prvi album Above the roofs (Iznad krovova). Album jako dobro prolazi kod nizozemske, ali i europske kritike (CD tjedna - The Independent), a po izboru nizozemskog glazbenog magazina Jazissm uvršten je među sto najboljih albuma 2006. godine. U Hrvatskoj najveći kompliment dobiva od Dražena Vrdoljaka koji njegov album u cijelosti pušta u emisiji na Radio Zagrebu i prepoznaje u njemu veliki talent. Između ostalih u Amsterdamu svira i s bendom Hotel, internacionalnom grupom muzičara iz Južne Amerike i Europe. S njima nastupa po svim većim festivalima i klubovima u Nizozemskoj te sudjeluje u snimanju albuma Island Sessions kao gitarist i koautor. Nakon toga osniva Skakavac Orkestar i snima album Skakavac u vlastitoj produkciji na kome su gosti Vlatko Stefanovski i harmonikašica svjetskog renomea Merima Ključo. Zadnji album kojeg snima u Nizozemskoj je Angel song (Pjesma Anđela). Nakon Amsterdama odlazi u Berlin (2011.) gdje svira zajedno s Markom Jovanovićem, poznatim sviračem usne harmonike u Njemačkoj. Zajedno snimaju album u kućnoj radinosti pod nazivom Super Zug i sviraju koncerte. U Berlinu svira jedno vrijeme i kao gitarist s Dury De Baghom, pjevačem i gitaristom iz Bagdada s kojem sviraju obrade arapskih i latinoameričkih pjesama po klubovima. Odsvirao je gitare na Duryevom albumu Gipsy Rumba Oriental. 

## Postignuća
Do sada je snimio 7 autorskih albuma, a njegov predzadnji album Angel song  je nominiran u Njemačkoj za nagradu njemačke kritike godine 2017. Osim toga album je bio i broj 15 na World music charts Europe, a između ostalog i album mjeseca u francuskom L'Humanité. Godine 2017. snimio je i album One with the wind s portugalskim gitaristom Franciscom Cordovilom te album Bilješke s putovanja (Carnet De Voyages) za francuskog izdavača Super Pitch. Odsvirao je na stotine koncerata po Europi, a najveći na World music festivalu u Rudolstadtu pred 10 000 ljudi. Njegove pjesme i glazba vrte se po poznatim radio stanicama Europe, npr. pariški Radio Fip na kojem i gostuje 2016. godine. Njegov eklektični stil bi se najbolje dao opisati kao glazba pod utjecajem balkanskih tradicija u miksu s različitim stilovima (rock, jazz, swing, filmska i klasična glazba, reagge itd.) Na ovim prostorima nije odsvirao niti jedan koncert u zadnjih 18 godina i praktički je nepoznat u domovini.
Njegov nomadski duh ga je odveo do Amsterdama gdje je živio 11 godina, Berlina, dvije i pol i zadnjih 4 godine je proveo u Parizu gdje trenutno živi. Nastupa i izvodi svoju muziku širom Europe u različitim formacijama (duo, quartet i Skakavac orkestar).